# PaKa
PaKa（1999年2月10日—），日本YouTuber，室蘭工業大學在學生、前神戶大學學生，以自稱「邊緣大學生」為主題的生活影片聞名，例如「邊緣大學生應徵星巴克打工被刷掉」、「來說說上大學後變成邊緣人的理由」、「獨居者第一次夜宿朋友家」等影片，觀看數都突破百萬以上。本名未公開，藝名「PaKa」在日文中是「連帽外套」的意思。

## 生平
PaKa從京都的高中畢業後，就讀於神戶大學海事科學部。出於對知名學者落合陽一的仰慕，他一直希望轉學到筑波大學。然而轉學考不幸落榜，也失去了待在原學系的理由，因此決定休學一年。
2019年6月，PaKa在休學期間開設YouTube頻道，同年7月開始上傳影片。追蹤人數在10月14日破千、12月10日突破10萬，一夕爆紅。
2020年6月17日，出版處女作隨筆散文集《獨處時光救了我》（ひとりの時間が僕を救う），一度高居日本亞馬遜暢銷排行榜第一名。
2022年2月，轉學至北海道的室蘭工業大學攻讀航太工程。

## 軼事
- 高中時代加入的社團是排球社。
- 喜歡的食物是鰻魚、厚鬆餅跟水。
- 喜歡的藝人是綾瀨遙和Little Glee Monster。
- 喜歡的YouTuber是「スーツ」（即日文的「西裝」），也是因為受到他的影響才開始當YouTuber、並取了一樣是衣服的藝名。

## 外部連結
- YouTube上的パーカー / 大学生の日常頻道
- PaKa的X（前Twitter）
- PaKa的Instagram帳戶